# Anthony Ludovici

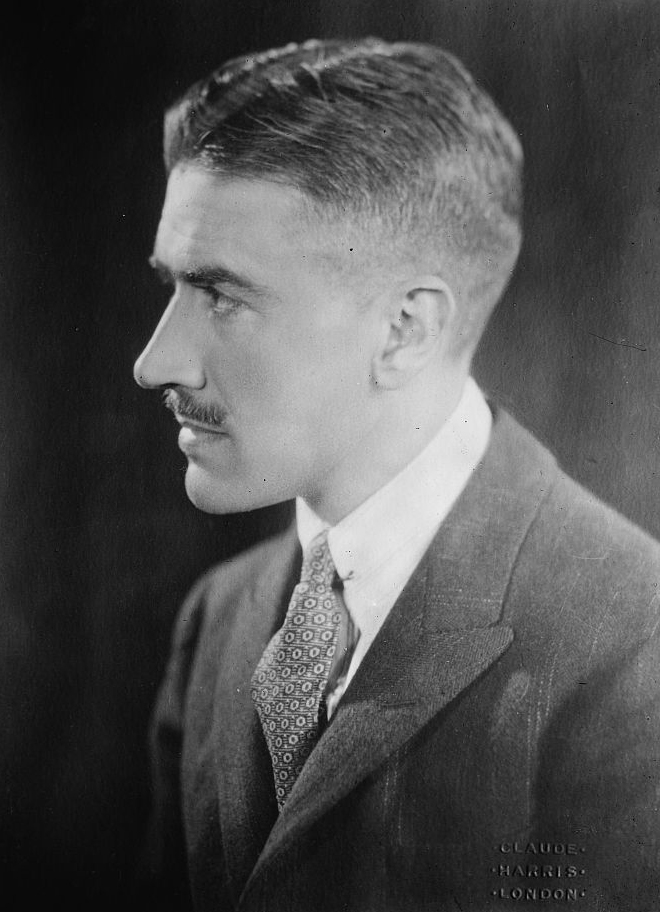
Anthony Ludovici

Anthony Mario Ludovici (* 8. Januar 1882; † 3. April 1971) war ein englischer Philosoph und ein von Nietzsche beeinflusster Gesellschaftskritiker.

## Leben
Ludovici begann seine Karriere als Künstler, Maler und Buchillustrator. Er wurde Privatsekretär des Bildhauers Auguste Rodin (1840–1917). Später widmete er sich ausschließlich dem Schreiben und Übersetzen von Büchern. Sein Werk umfasst mehr als 40 eigene und über 60 übersetzte Werke. Nach dem Krieg wurde er Schüler von Oscar Levy, dem Herausgeber von The Complete Works of Friedrich Nietzsche, der ersten Übersetzung von Nietzsches Werken ins Englische. Ludovici trug mehrere Bände dazu bei.
Zusammen mit Norman Thwaites, Trevor Blakemore, Collinson Owen und W. A. Foyle gehörte er dem Selection Committee des Right Book Clubs an. Nach dem Zweiten Weltkrieg geriet Ludovici rasch in Vergessenheit.

## Gedanken
Vielleicht am besten bekannt ist Ludovici als Verteidiger der Aristokratie. Im frühen 20. Jahrhundert war er einer der führenden britischen konservativen Autoren. Seine Werke behandeln verschiedene Themenbereiche. So schrieb er unter anderem über Metaphysik, Politik, Wirtschaft, Religion, die Differenzen zwischen den Geschlechtern, Rasse und Eugenik.
1936 hatte er sich enthusiastisch über Adolf Hitler geäußert. Seine Judenfeindlichkeit brachte er zudem in seinem 1938 erschienenen  antisemitischen Werk Jews, and the Jews in England unter dem Pseudonym Cobbett öffentlich zum Ausdruck.

## Werke (Auswahl)
- Who is to be Master of the World? An Introduction to the Philosophy of Friedrich Nietzsche. Edinburgh: T. N. Foulis, 1909.
- Nietzsche: His Life and Works (Philosophies Ancient and Modern). London: Constable, 1910. New York: Dodge, 1910.
- Nietzsche and Art. London: Constable, 1911. Boston: J. W. Luce, 1912. New York: Haskell House, 1971.
- A Defence of Aristocracy: A Text-Book for Tories. London: Constable, 1915. Boston: Phillips, 1915. Second edition, London: Constable, 1933.
- Man's Descent from the Gods: Or, The Complete Case Against Prohibition. London: William Heinemann, 1921. New York: A. A. Knopf, 1921.
- The False Assumptions of "Democracy". London: Heath Cranton, 1921.
- Lysistrata or Woman’s Future and Future Woman. London: Kegan Paul, Trench, Trubner & Co. 1923
- Personal reminiscences of Auguste Rodin. London : Murray 1926
- Woman: A Vindication. London: Constable, 1923. New York: A. A. Knopf, 1923. Second edition, London: Constable 1929.
- A Defence of Conservatism: A Further Text-Book for Tories. London: Faber and Gwyer, 1927.
- Man: An Indictment. London: Constable, 1927. New York: E. P. Dutton, 1927.
- The Night-Hoers: Or, The Case Against Birth Control and an Alternative. London: Herbert Jenkins, 1928.
- The Secret of Laughter. London: Constable 1932
- The Choice of a Mate (The International Library of Sexology and Psychology). London: John Lane The Bodley Head, 1935.
- Jews, and the Jews in England (written under the pen-name of Cobbett). London: Boswell, 1938.
- The Child: An Adult’s Problem; First Aid to Parents. London: Carroll and Nicholson, 1948.
- The Quest of Human Quality: How to Rear Leaders. London: Rider, 1952.
- Religion for Infidels. London: Holborn, 1961. Excerpts reprinted as "How I came to have lessons with F. M. Alexander" in The Philosopher’s Stone: Diaries of Lessons with F. Matthias Alexander, edited by Jean M. O. Fischer. London: Mouritz, 1998, pp. 102–108.
- The Specious Origins of Liberalism: The Genesis of a Delusion. London: Britons, 1967.
- Day, John V., ed.: The Lost Philosopher: The Best of Anthony M. Ludovici. Educational Translation and Scholarship Foundation, Berkeley, CA 2003, ISBN 0-9746264-0-6 (englisch). (Anthologie)

## Anmerkung
1. ↑  Inhaltsverzeichnis und Vorwort zu Jews, and the Jews in England